# Barão de Alverca
Barão de Alverca é um título nobiliárquico português criado por D. João, Príncipe Regente de D. Maria I de Portugal, por Decreto de 4 de Abril de 1795, em favor de João António de Sá Pereira.
Titulares
1. João António de Sá Pereira, 1.° Barão de Alverca.